# Kihanje
Kihanje je nehoteno, refleksno dejanje, s katerim odstranimo dražljaj iz nosnih prehodov. Jezik se dvigne in popolnoma zapre golt, tako da zrak z veliko močjo udari iz nosu.
Draženje, ki izzove kihanje je lahko samo začasno, kot pri vdihavanju prahu, popra ali njuhanju. Lahko pa je vzrok za kihanje tudi vnetje (rinvtis), ki spremlja navadni prehlad, ali alergija, kot npr. pri senenem nahodu ali pri nekaterih oblikah astme. Kadar prehlajen človek kihne, razširi z oblakom kapljic viruse nekaj metrov okrog sebe, zato naj kiha v robec. Kihanje je eden poglavitnih načinov razširjanja teh bolezni.